# Stosunki Polski ze Stolicą Apostolską

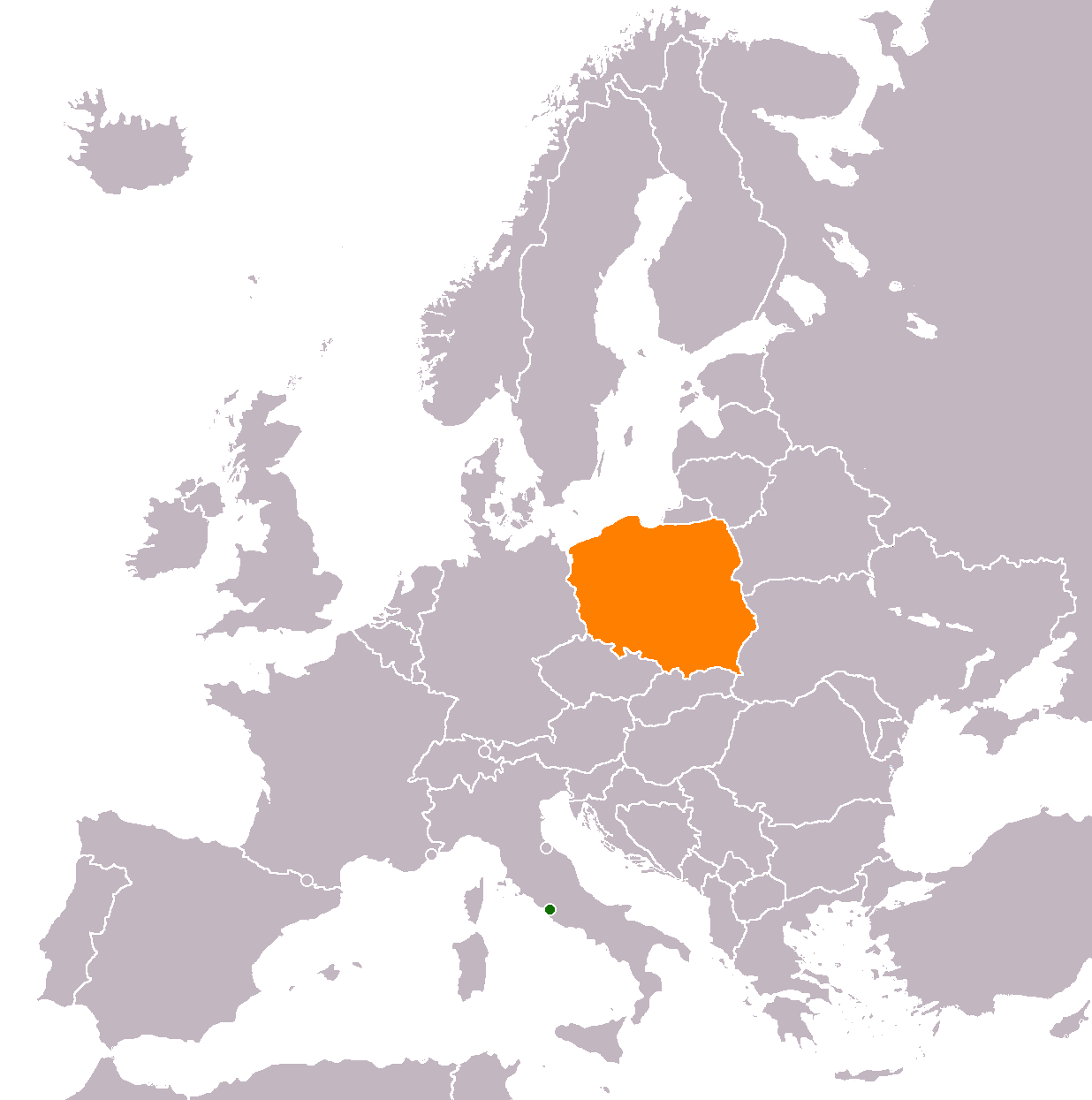
Położenie Polski i Stolicy Apostolskiej na mapie

Stosunki Polski ze Stolicą Apostolską – relacje międzynarodowe łączące Polskę i Stolicę Apostolską.

## Historia

### I Rzeczpospolita

#### Odrodzenie
W okresie odrodzenia polityka Papiestwa względem Polski krytykowana była w kilku kwestach. Oburzenie budziło popieranie Krzyżaków w sporze z Polską, wpływanie na zerwanie przez Polskę traktatu pokojowego z Turcją – co w konsekwencji doprowadziło do klęski pod Warną. Krytykowano też intrygi zmierzające do wplątania Polski w wojnę przeciw husyckim Czechom i szpiegowską działalność legatów papieskich na rzecz Habsburgów.

#### Konfederacja barska
Klemens XIII i Klemens XIV jako reprezentanci papiestwa w czasie konfederacji barskiej nie poparli konfederatów, pomimo że ci walczyli w obronie wiary katolickiej. Klemens XIV w wydanym brewe poparł nawet stanowisko króla.

#### I rozbiór Polski
Papież Pius VI 24 lutego 1792 skierował do Katarzyny II podziękowanie, w którym nazwał ją bohaterką stulecia i sławił jej podboje. Wśród nich wymienił I rozbiór Polski.

#### Konfederacja targowicka
Papież Pius VI pobłogosławił targowicę i wyraził życzenie: aby stworzenie konfederacji stało się początkiem niewzruszonej spokojności i szczęścia Rzeczypospolitej”. Jednocześnie papiestwo wywierało naciski na króla Stanisława Augusta Poniatowskiego za pośrednictwem nuncjatury, przekonując go aby zgodnie ze stanowiskiem papieża przystąpił do Targowiczan. Z drugiej jednak strony, początkowo Pius VI przesłał do twórców Konstytucji 3 maja błogosławieństwa i wyrazy uznania. Zmiana stosunku do Konstytucji, mogła wynikać z faktu, że król Stanisław August Poniatowski poparł Targowicę

### Okres zaborów
Stolica Apostolska podejmowała ambiwalentne działania dyplomatyczne wobec upadającej I Rzeczypospolitej, a później, w dobie powstań narodowych, papieże niejednokrotnie dwuznacznie wypowiadali się o dążeniach Polaków do odzyskania niepodległości.
Stosunek papiestwa do sprawy polskiej był wykładnią układu sił pomiędzy Stolicą Apostolską a silniejszymi sąsiadami Polski – cesarstwem rosyjskim, królestwem Prus i Świętym Cesarstwem Rzymskim Narodu Niemieckiego (od 1806 cesarstwem austriackim).

#### Powstanie listopadowe
Papież Grzegorz XVI uznał polskie powstanie z 1830 przeciwko Rosji jako część rewolucji europejskiej mającej na celu obalenie legalnej władzy i potępił je. W swojej encyklice Cum primum ogłoszonej 9 czerwca 1832 napomniał polskich biskupów oraz duchowieństwo, aby podporządkowali się władzy zaborców oraz aby zachęcali do tego lud. Wkrótce potem uświadomiony przez doradców o faktycznych działaniach carskich, papież tłumaczył, że dał się oszukać dyplomacji i nigdy nie chciał potępić Polaków. Swoją encyklikę cofnął i przeprosił naród Polski

#### Powstanie styczniowe
Papiestwo reprezentowane przez papieża Piusa IX potępiło wybuch powstania styczniowego, o czym został poinformowany w czasie audiencji 28 stycznia 1863 r. Ludwik Orpiszewski, wysłannik Władysława Czartoryskiego, emisariusza dyplomatycznego Rządu Narodowego. Z drugiej jednak strony Pius IX podczas powstania prosił Franciszka Józefa i Napoleona III o pomoc Polakom w powstaniu styczniowym. Papież zwracał również uwagę carowi na regresyjną politykę wobec Polski, szczególnie podczas powstania styczniowego.
Przyjął pielgrzymkę polską i 6 czerwca 1877 roku wygłosił do niej mowę, w której zawarł słowa: miejcie nadzieję, wytrwałość, odwagę i módlcie się, a ciemięzcy wasi runą i Królestwo Polskie powróci. Kanonizował kilku świętych, między innymi Andrzeja Bobolę i Jozafata Kuncewicza.

W czasie spotkania z Romanem Dmowskim, zabiegającym w Europie o poparcie dla sprawy niepodległości Polski, reprezentant papiestwa kardynał Pietro Gasparri nie poparł jego stanowiska odpowiadając

Polska niepodległa? Ależ to marzenie, to cel nieziszczalny. Wasza przyszłość jest z Austrią.

#### I wojna światowa
Papież Benedykt XV był wielkim przyjacielem Polski, bardzo szanował Polaków, oraz doceniał ich wkład zarówno w historię Europy i Kościoła Katolickiego podczas I wojny światowej opowiadał się za wskrzeszeniem państwa Polskiego. Na 21 listopada 1915 roku Stolica Apostolska wezwała do modłów w intencji Polski. W liście do biskupów Galicji z 10 grudnia 1915 roku Ojciec Święty podkreślał: „Od dawna bowiem tkwi w mej duszy umiłowanie narodu waszego zgoła osobliwe, które dziwnym sposobem wzrasta teraz, na widok tych licznych i ciężkich nieszczęść, co was skutkiem tej wojny już prawie przygniotły. Zwróciły one, jak wiecie, ojcowskie moje ku wam współczucie i nad jednym tylko boleję, że czynna pomoc z mej strony nie mogła dorównać wszystkiemu, czego całym gorącem sercem wam życzę…”. W nocie wystosowanej 1 sierpnia 1917 roku do przywódców państw prowadzących wojnę Benedykt XV stwierdził: „duch słuszności i sprawiedliwości musi też kierować rozważaniem innych spraw politycznych i terytorialnych… należących do dawnego Królestwa Polskiego, któremu szlachetne tradycje dziejowe i zniesione, zwłaszcza podczas wojny obecnej, cierpienia, słusznie pozyskać muszą współczucie narodów”. Jednak niemiecki cesarz Wilhelm II uznał Ojca Świętego za człowieka oderwanego od realiów życia. Natomiast w styczniu 1918 roku Benedykt XV w liście do członków Rady Regencyjnej w Warszawie wyraził nadzieję, że Naród Polski odzyska z pomocą Boga dawną pozycję i chwałę, z całą możliwością samoistnego rządzenia. 15 października 1918 r. – miesiąc przed końcem wojny – papież wygłosił orędzie do narodu Polskiego: „Wzeszła już marzenia jutrzenka zmartwychwstania Polski. My najgorętsze składamy życzenia, aby Polska – odzyskawszy swoją pełną niezawisłość – mogła jak najrychlej w zespole państw zająć przynależne jej miejsce i dalej rozwijać swoją historię narodu cywilizowanego i chrześcijańskiego”.

### II Rzeczpospolita
10 lutego 1925 podpisano w Rzymie konkordat pomiędzy Stolicą Apostolska i Rzecząpospolitą Polską. Niektórzy biskupi, zwłaszcza powiązani politycznie z endecją, występowali przeciwko konkordatowi, dopatrując się w nim niedostatecznego zagwarantowania praw Kościoła. Zastrzeżenia tych biskupów dotyczyły między innymi projektowanej reformy rolnej w dobrach kościelnych, postanowień finansowych oraz zbyt małego zdaniem niektórych, wpływu Kościoła na oświatę i wychowanie. Erygowano również bullą Piusa XI Vixdum Poloniae unitas z 28 października 1925 odrębne biskupstwo katowickie (diecezję śląską) w ramach metropolii krakowskiej. Pierwszym biskupem śląskim został dotychczasowy administrator apostolski ks. August Hlond. Konkordat został ratyfikowany 30 maja 1925 roku, a dokumenty ratyfikacyjne wymieniono w Warszawie 2 czerwca 1925.
Do głównych oponentów rządzącej Sanacji należeli arcybiskupi Józef Teodorowicz, Adam Sapieha i Romuald Jałbrzykowski z Wilna oraz biskupi Stanisław Gall, Stanisław Łukomski oraz Henryk Przeździecki.

### PRL
12 września 1945 Tymczasowy Rząd Jedności Narodowej zerwał konkordat. Komunistyczne władze nie nawiązały stosunków dyplomatycznych ze Stolicą Apostolską.
Rząd Polski na emigracji był uznawany za legalny przez Stolicę Apostolską za pontyfikatów Piusa XII, Jana XXIII i część pontyfikatu Pawła VI. W tym czasie szefem misji dyplomatycznej z ramienia rządu RP w Londynie był Kazimierz Papée, który rozpoczął urzędowanie na tym stanowisku jeszcze w lipcu 1939. Do końca grudnia 1958 był on ambasadorem Rzeczypospolitej Polskiej przy Stolicy Apostolskiej, a po śmierci papieża Piusa XII, gdy nowy papież Jan XXIII odmówił jego akredytacji, sprawował funkcję Administratora Spraw Ambasady RP przy Stolicy Apostolskiej w randze chargé d’affaires ad interim.
19 października 1972 Stolica Apostolska cofnęła ostatecznie swoje uznanie dla emigracyjnego rządu RP. Był to warunek sine qua non władz PRL do podjęcia rozmów w sprawie normalizacji wzajemnych stosunków. Tym samym zakończyła się misja Kazimierza Papée, choć Prezydent RP na uchodźstwie Stanisław Ostrowski odwołał go z funkcji ambasadora dopiero 24 maja 1976.
W lipcu 1974 doszło do spotkania abp Agostino Casarolego z Sekretariatu Stanu Stolicy Apostolskiej z wiceministrem spraw zagranicznych PRL Józefem Czyrkiem. W jego wyniku powołany został Zespół ds. Stałych Kontaktów Roboczych między PRL a Stolicą Apostolską. Od jesieni 1974 rząd PRL wysyłał swoich przedstawicieli do Watykanu, którzy rezydowali w ambasadzie PRL przy Republice Włoskiej. Powstanie zespołu nie było traktowane jako nawiązanie stosunków dyplomatycznych. Komuniści nie nawiązali stosunków dyplomatycznych również po wyborze obywatela PRL kard. Karola Wojtyły na papieża.

### III Rzeczpospolita
Po wyborach czerwcowych, 7 lipca 1989 minister spraw zagranicznych PRL Tadeusz Olechowski wystosował list do sekretarza Sekcji Kontaktów z Państwami Sekretariatu Stanu Stolicy Apostolskiej abp. Angelo Sodano z prośbą o wznowienie stosunków dyplomatycznych. Abp Sodano odpisał, że Z uwagi na znaczenie stosunków jakie Polska zawsze utrzymywała ze Stolicą Apostolską, Sekretariat Stanu, Sekcja do spraw stosunków z państwami akceptuje, aby przedstawicielstwa dyplomatyczne były w randze Nuncjatury Apostolskiej i Ambasady.
W wyniku tych decyzji 5 października 1989 listy uwierzytelniające złożył pierwszy ambasador PRL przy Stolicy Apostolskiej Jerzy Kuberski (dotychczasowy przewodniczący zespołu ds. Stałych Kontaktów Roboczych między PRL a Stolicą Apostolską). Ambasada mieściła się w niewielkim lokalu przy Borgo Santo Spirito.
28 lipca 1993 podpisano konkordat, jednak przez upadek rządu Hanny Suchockiej i dojście do władzy koalicji SLD i PSL na jego ratyfikację trzeba było czekać do nowych wyborów. Dokument ratyfikacyjny został podpisany przez prezydenta Aleksandra Kwaśniewskiego 23 lutego 1998 i wszedł w życie 25 kwietnia 1998.
3 listopada 1997 ambasada, a także rezydencja ambasadora zostały przeniesione do budynku należącego do kościoła polskiego w Rzymie przy via dei Delfini 16.

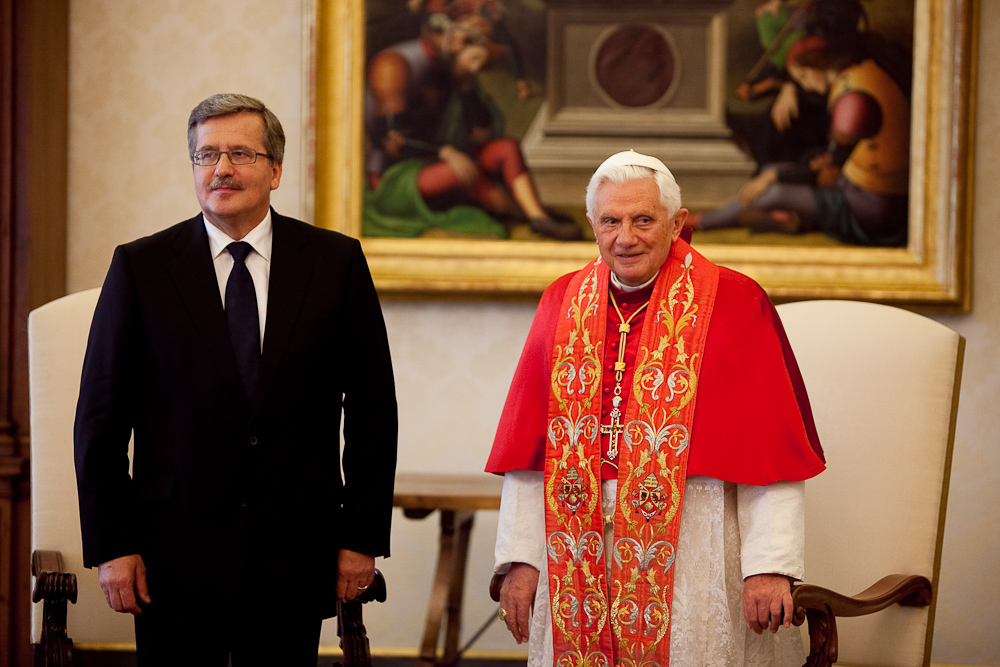
Spotkanie papieża Benedykta XVI z prezydentem Bronisławem Komorowskim w Watykanie, 2010

Papież i Stolica Apostolska poparły polskie aspiracje do członkostwa w Unii Europejskiej.
Polska udzielała dyplomatycznego wsparcia inicjatywom dyplomatycznym Stolicy Apostolskiej m.in. w zakresie obronie wolności religijnej. Wspierała też starania o zapis nawiązujący do chrześcijańskiego dziedzictwa w projektowanej Konstytucji europejskiej.
W 2019 roku Ministerstwo Kultury i Dziedzictwa Narodowego oraz Papieska Rada ds. Kultury podpisały list intencyjny dotyczący współpracy w zakresie kultury i ochrony dziedzictwa kulturowego.
Po inwazji Rosji na Ukrainę wypowiedzi papieża Franciszka kontrastowały ze stanowiskiem polskich władz i społeczeństwa.